# Simfonia núm. 23 (Mozart)
La Simfonia núm. 23 en re major, K. 181 (K. 162b) és una composició de Wolfgang Amadeus Mozart que va acabar el 19 de maig de 1773. Sovint també se la sol considerar una "Obertura", tot i que la partitura autògrafa presenta el títol de "Simfonia". La simfonia està instrumentada per a dos oboès, dues trompes, dues trompetes i corda.
Mozart va escriure l'obra com un únic moviment ininterromput, el qual està constituït per tres tempi diferents:
1. Allegro spirituoso, en compàs 4/4.
2. Andantino grazioso, en compàs 3/8.
3. Presto assai, en compàs 2/4.